# Philemon Kipchilis Cheboi
Philemon Kipchilis Cheboi (ur. 8 listopada 1993) – kenijski lekkoatleta specjalizujący się w biegach długich.
W 2012 został wicemistrzem świata juniorów w biegu na 10 000 metrów. 
Rekord życiowy: bieg na 10 000 metrów – 28:17.7h (11 lipca 2015, Nairobi). 

## Osiągnięcia
| Rok  | Impreza                     | Miejsce   | Konkurencja      | Pozycja    | Wynik    |
| ---- | --------------------------- | --------- | ---------------- | ---------- | -------- |
| 2012 | Mistrzostwa świata juniorów | Barcelona | bieg na 10 000 m | 2. miejsce | 28:23,98 |